# Ari Koponen
Pour les articles homonymes, voir Koponen.
Ari Juhani Koponen (né le 5 mai 1982 à Vantaa), pseudonyme Brother Christmas  est un homme politique finlandais.

## Activités caritatives
Ari Koponen est connu sous le nom de Frère Noël pour ses activités caritatives, de collecte de dons notamment sur les réseaux sociaux et de distribution ensuite sous forme de subventions à ceux qui demandent de l'aide.
Pour ses activités caritatives, Ari Koponen a fondé une association appelée Brother Christmas ry, dont il a été président du conseil d'administration.
Ari Koponen a commencé ses activités caritatives à travers son personnage de Frère Noël portant la barbe, le bonnet et la chemise à carreaux du Père Noël en octobre 2015.
Il ne voulait pas apparaître avec son propre visage afin que l'aide ne soit pas individualisée et qu'il puisse construire une marque. autour du personnage.
Dans un premier temps, l'association Frère Noël récoltait des fonds en vendant des badges et des bracelets. L'association a reçu une licence de collecte de fonds en juillet 2017.
Brother Christmas a collecté des dons auprès de particuliers et d'entreprises. Brother Christmas a aidé, par exemple, des anciens combattants, des personnes âgées, des familles défavorisées avec enfants, des immigrants et des sans-abri. Les activités de Brother Christmas comprenaient, entre autres choses, la distribution de nourriture, la distribution de forfaits croisière aux familles pauvres, l'entrée de familles pauvres à Linnanmäki et la prise de parole dans les écoles.
En 2017, Brother Christmas a collecté des fonds pour exaucer les vœux d’enfants en phase terminale.
En février 2018, Frère Noël avait collecté près d'un million d'euros pour des œuvres caritatives. Selon l'association, elle a aidé au total 7 000 personnes en 2017.
Ari Koponen était un invité à la réception du Jour de l'Indépendance en 2016, avant de devenir député.
Il a reçu la médaille du mérite de la Fédération finlandaise des anciens combattants (fi) et a été choisi comme bénévole de l'année.

## Carrière politique
Ari Koponen était le candidat du parti des Finlandais aux élections législatives finlandaises de 2019.
Il a été élu député avec 5 383 voix.
Aux élections législatives finlandaises de 2023, Koponen a obtenu 3 021 voix et a été réélu pour un second mandat.